# 이맘바이을드
이맘바이을드(튀르키예어: imambayıldı→이맘이 기절했다)는 터키의 가지 요리이다.

## 같이 보기
- 카포나타